# Lycopodium gayanum
Lycopodium gayanum là một loài thực vật có mạch trong Họ Thạch tùng. Loài này được J. Rémy & Fée mô tả khoa học đầu tiên.